# Línea 635 (Morón)
La línea 635 es una línea de colectivos del Partido de Morón, siendo prestado el servicio por La Cabaña S.A. Este transporte cuenta con SUBE.
Hasta 2016, fue operada por el Grupo Plaza, bajo la razón social "Ecotrans".

## Recorrido
- Estación Morón – Barrio San Francisco

Ida a Barrio San Francisco: Desde Estación Morón por B. Schvarzberg, 9 de Julio, Carlos Pellegrini, Córdoba, Avenida Don Bosco, Sánchez, Avenida Eva Perón, Santa Marta, Josefina B. D. Márquez, Los Davobe, Ing. Galtero, Stevenson hasta Estación Merlo Gómez.
Vuelta a Estación Morón: Desde Estación Merlo Gómez, Stevenson, Ing. Galtero, Los Davobe, Josefina B. D. Márquez, Santa Marta, Australia, Los Davobe, Avenida Eva Perón, Stevenson, Avenida Don Bosco, Curupaytí, Vicente López, Córdoba, Santa Fe, República Oriental del Uruguay, Intendente García Silva, 25 de Mayo hasta B. Schvarzberg, Estación Morón.